# Đại học Pennsylvania
Viện Đại học Pennsylvania hay Đại học Pennsylvania (tên tiếng anhː University of Pennsylvania, gọi tắt là Penn hoặc UPenn) là một viện đại học tư thục phi lợi nhuận nằm trong Liên đoàn Ivy tọa lạc tại trung tâm thành phố Philadelphia, tiểu bang Pennsylvania, Hoa Kỳ. Được tuyên bố ngày thành lập năm 1740, đây là một trong 9 trường đại học lâu đời nhất nước Mỹ được thành lập khi còn là thuộc địa Anh Quốc (trước Tuyên ngôn Độc lập Hoa Kỳ). Trường có thế mạnh về các ngành khoa học cơ bản, nhân học, luật học, y dược, giáo dục học, kỹ thuật và kinh doanh theo một chuơng trình giáo dục khai phóng hiện đại được ủng hộ bởi Benjamin Franklin, người sáng lập và là Hiệu trưởng đầu tiên của Penn.
Penn có bốn trường cử nhân cũng như mười hai trường sau đại học và chuyên nghiệp. Đại học này cũng sở hữu trường y khoa đầu tiên ở Bắc Mỹ là Trường Y học Perelman mở cửa vào năm 1765, trường kinh doanh đại học đầu tiên trên thế giới là Trường Kinh doanh Wharton khai giảng vào năm 1881, và là nơi có "hội sinh viên" đầu tiên được tổ chức trên thế giới vào năm 1896. Năm 2019, trường Đại học này có khoản tài trợ 14,7 tỷ đô la (lớn thứ bảy trong tất cả các trường Đại học ở Hoa Kỳ) và sở hữu ngân sách nghiên cứu là 1,02 tỷ đô la. Chương trình điền kinh của trường đại học mang tên Quakers bao gồm 33 môn thể thao thi đấu trong NCAA Division I của Liên đoàn Ivy.
Tính đến năm 2018, các cựu sinh viên xuất sắc bao gồm 14 nguyên thủ quốc gia, 64 tỷ phú, 3 thẩm phán Tòa án Tối cao Hoa Kỳ, 33 Thượng nghị sĩ Hoa Kỳ, 44 Thống đốc Hoa Kỳ, 159 thành viên Hạ viện Hoa Kỳ, 8 người ký Tuyên ngôn Độc lập Hoa Kỳ, 12 người ký Hiến pháp Hoa Kỳ, 24 thành viên của Quốc hội Lục địa Mỹ, 2 Tổng thống Hoa Kỳ. Tính đến tháng 10 năm 2019, 36 người đoạt giải Nobel, 169 Nghiên cứu sinh Guggenheim, 80 thành viên của Viện Hàn lâm Khoa học và Nghệ thuật Hoa Kỳ và nhiều CEO của các tập đoàn trong danh sách Fortune 500 từng là giảng viên hoặc cựu sinh viên của trường đại học này. Các cựu sinh viên đáng chú ý khác bao gồm 29 học giả Rhodes, 15 học giả Marshall, 16 người đoạt giải Pulitzer và 48 học giả Fulbright. Penn có số lượng cựu sinh viên đại học là tỷ phú cao hơn bất kỳ trường học nào ở Mỹ.

## Học thuật
Đại học này có bốn trường cử nhân cũng như mười hai trường sau đại học và chuyên nghiệp
Bằng cử nhân về các môn Khoa học và Nghệ thuật được cấp thông qua Đại học Nghệ thuật và Khoa học. Các văn bằng Thạc sĩ, Tiến sĩ và Chuyên nghiệp các môn trên được cấp thông qua Khoa sau đại học và Đại học Tự do và Nghiên cứu Chuyên nghiệp.
Wharton là trường kinh doanh danh tiếng của Đại học Pennsylvania và cấp các văn bằng Cử nhân, Thạc sĩ, Tiến sĩ và Chuyên nghiệp về Quản trị, Kinh tế, Quản lý. Viện Nghiên cứu Chính phủ Fels có các chương trình thạc sĩ về Tổ chức Quản lý và Chương trình Nghiên cứu Môi trường. Các trường khác có chương trình đào tạo cử nhân bao gồm Trường Điều dưỡng và Trường Kỹ thuật và Khoa học Ứng dụng (SEAS).
Penn có thế mạnh về việc học tập và nghiên cứu liên ngành. Trường cung cấp các chương trình bằng kép, chuyên ngành độc đáo và linh hoạt trong học thuật. Chính sách "Một trường đại học" của Đại học này cho phép sinh viên đại học có thể tham gia các lớp học tại tất cả các trường đại học và sau đại học của Penn ngoại trừ các trường y tế, thú y và nha khoa. Các sinh viên tại Penn cũng có thể tham gia các khóa học tại Bryn Mawr, Haverford và Swarthmore theo một thỏa thuận đối ứng được gọi là Hiệp hội Quaker.

### Mức độ chọn lọc trong tuyển sinh
Tạp chí Princeton xếp hạng Penn là trường khó vào thứ 6 tại Hoa Kỳ. Vào năm 2019, Trường đã nhận được 44.960 đơn đăng ký nhập học và chỉ chấp nhận 7,44% số người đăng ký (thực tế là chỉ hơn 5,46% trong Kỳ xét tuyển Tiêu chuẩn). Tạp chí Atlantic cũng xếp hạng Penn trong số 10 trường chọn lọc trong khâu tuyển sinh nhất nước này. Ở cấp độ sau đại học, dựa trên số liệu thống kê nhập học từ US News & World Report, các chương trình chọn lọc nhất của Penn bao gồm trường luật, trường chăm sóc sức khỏe (y học, nha khoa, điều dưỡng, công tác xã hội và thú y) và trường kinh doanh.

## Xếp hạng

### Bảng xếp hạng chung
Bảng xếp hạng năm 2020 của US News & World Report xếp trường Đại học Pennsylvania ở vị trí thứ 6 trong số các "trường Viện Đại học quốc gia" tốt nhất tại Hoa Kỳ. US News cũng đánh giá Penn trong danh sách các trường đại học quốc nổi tiếng nhất nước Mỹ và Tạp chí Princeton cũng xếp trường này trong danh sách các trường đáng mơ ước nhất của học sinh và phụ huynh. Theo báo cáo của USA Today, Penn đã được College Factual xếp hạng 1 tại Hoa Kỳ vào năm 2015.
Penn được xếp hạng thứ 15 toàn cầu trong Bảng Xếp hạng Đại học Thế giới QS vào năm 2020, thứ 17 theo Xếp hạng Học thuật các Đại học Thế giới (ARWU) vào năm 2019, thứ 12 theo Xếp hạng Đại học Thế giới của Thời đại Giáo dục (THE) vào năm 2019, và thứ 12 trong Xếp hạng Đại học thế giới của Tổ chức SCImago vào năm 2015.
Theo bảng xếp hạng ARWU 2015, Penn cũng là trường đại học tốt thứ 8 trên thế giới về nghiên cứu kinh tế, nghiên cứu kinh doanh và thứ 9 về khoa học xã hội. Đại học Pennsylvania xếp thứ 12 trong số 300 trường đại học tốt nhất thế giới năm 2012 do Tạp chí Nhân sự & Lao động (HRLR) biên soạn dựa trên các phép đo hiệu suất của 300 trường đại học hàng đầu thế giới.

### Bảng xếp hạng nghiên cứu
Trung tâm Đo lường Hiệu suất Đại học đánh giá Penn vào hạng nhất trong các trường Đại học nghiên cứu hàng đầu của Hoa Kỳ (cùng nhóm với Columbia, MIT, Harvard và Stanford) dựa trên chi tiêu cho nghiên cứu, giải thưởng của giảng viên, số bằng tiến sĩ được cấp và các tiêu chí học thuật khác. Penn cũng được xếp hạng thứ 18 trong số tất cả các trường Đại học Hoa Kỳ về chi phí Đầu tư & Nghiên cứu trong năm 2013 theo Quỹ Khoa học Quốc gia. Penn cũng sở hữu chỉ số hiệu suất nghiên cứu có tác động cao thứ 8 trên thế giới, và đứng thứ 11 trên thế giới trong Bảng xếp hạng Hiệu suất Báo cáo khoa học vào năm 2010.
Báo cáo nghiên cứu toàn cầu của tổ chức SCImago vào 2012 dựa trên sản lượng nghiên cứu xếp Đại học này đứng thứ 7 toàn Hoa Kỳ (đứng thứ 2 trong Ivy League chỉ sau Harvard) và thứ 28 trên toàn thế giới (vị trí dẫn đầu thuộc về Trung tâm Quốc gia de la Recherche Victifique của Pháp).

## Cựu sinh viên và giảng viên nổi bật

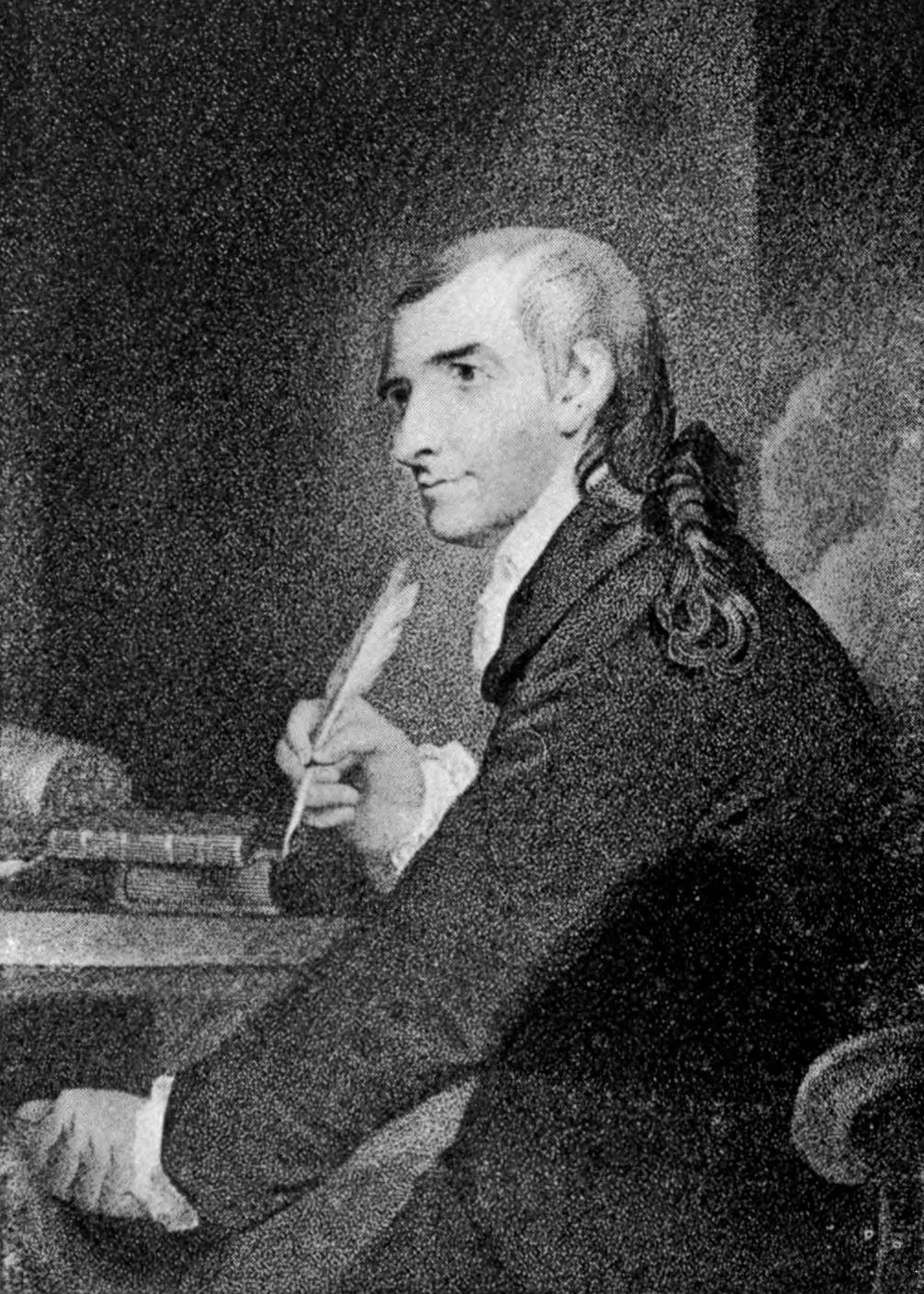
Francis Hopkinson ký Tuyên ngôn Độc lập và thiết kế Quốc kỳ Mỹ chính thức đầu tiên.
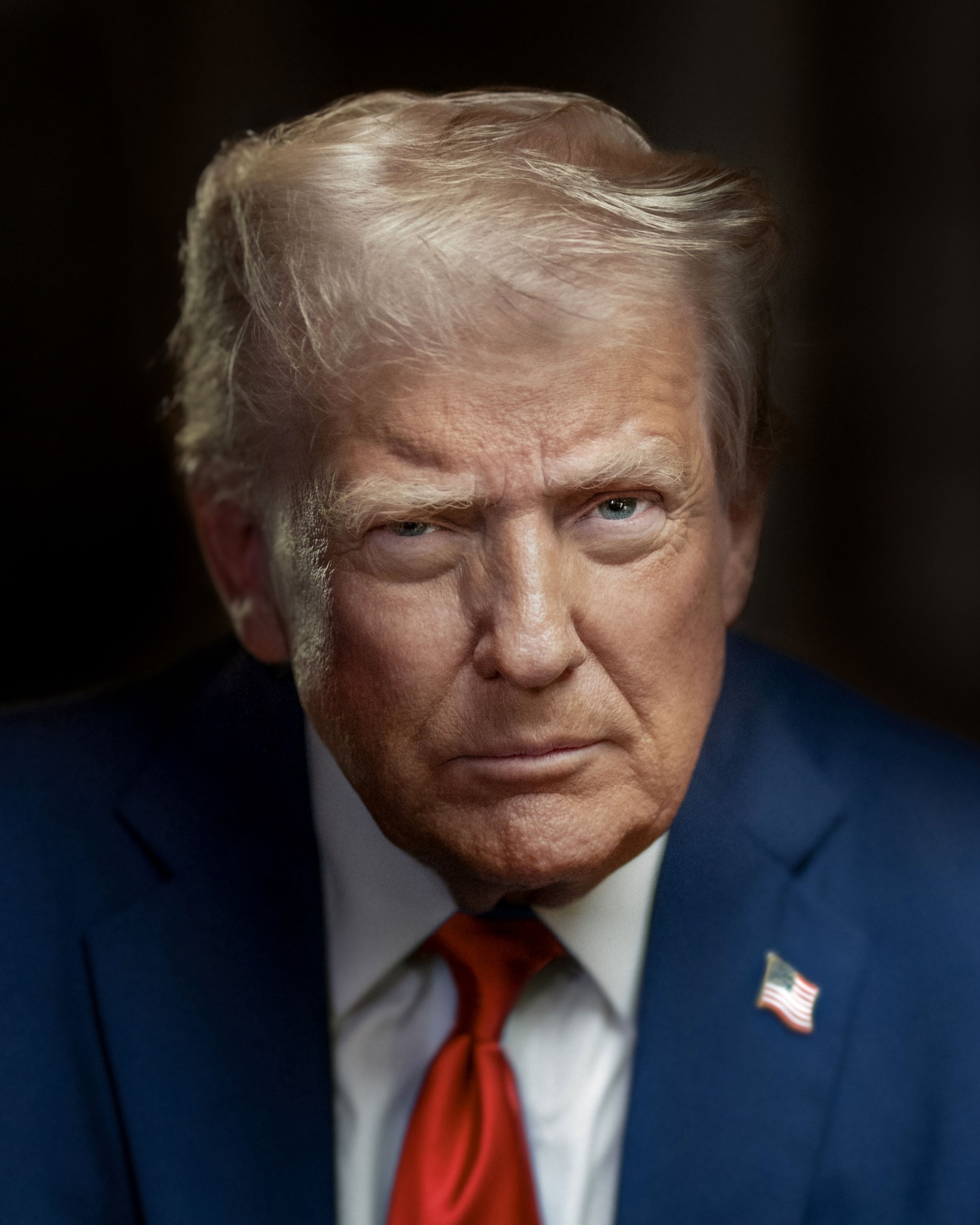
Donald Trump, doanh nhân người Mỹ, nhân vật truyền hình thực tế và Tổng thống thứ 45 và 47 của Hoa Kỳ
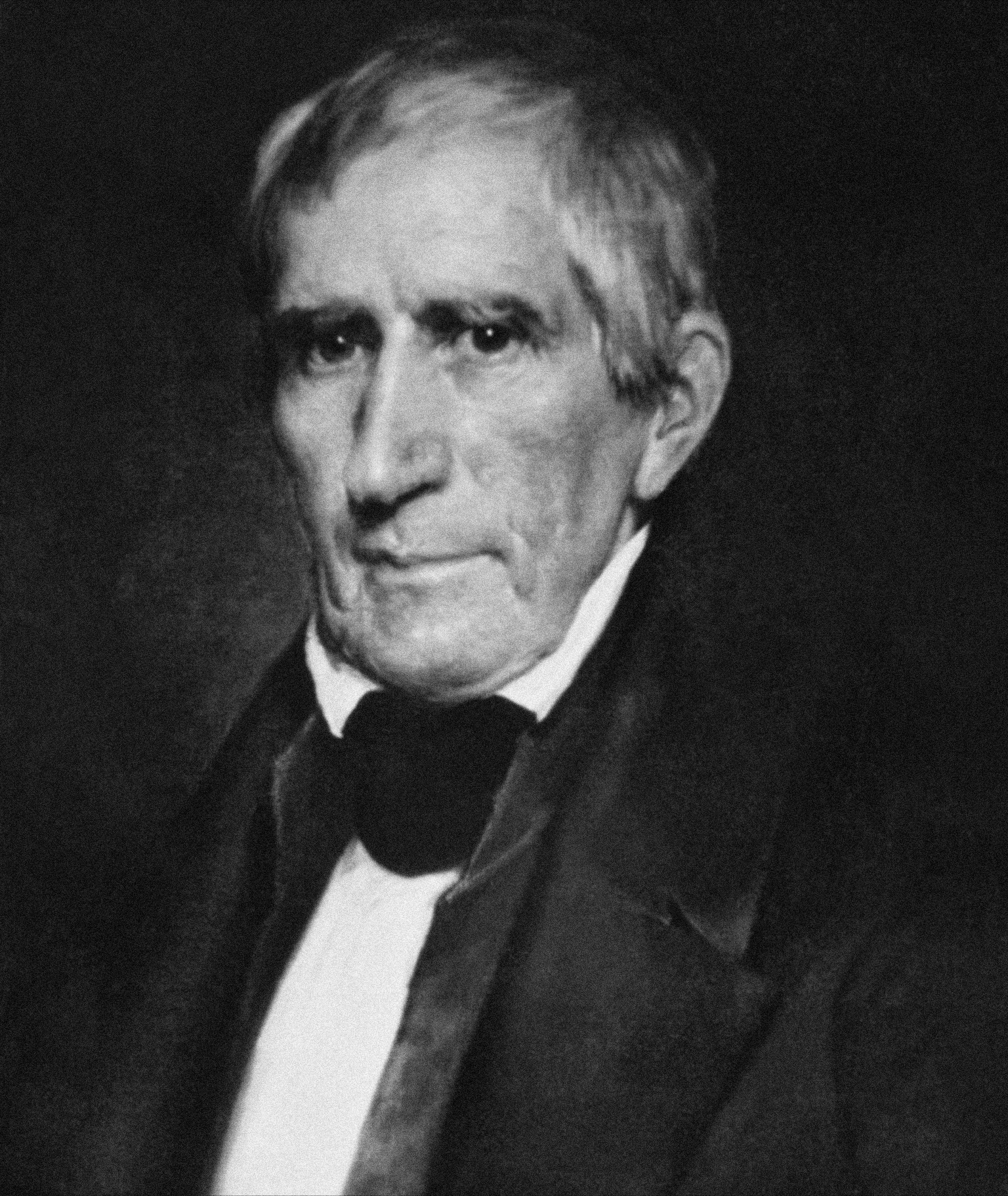
William Henry Harrison là Tổng thống thứ 9 của Hoa Kỳ.
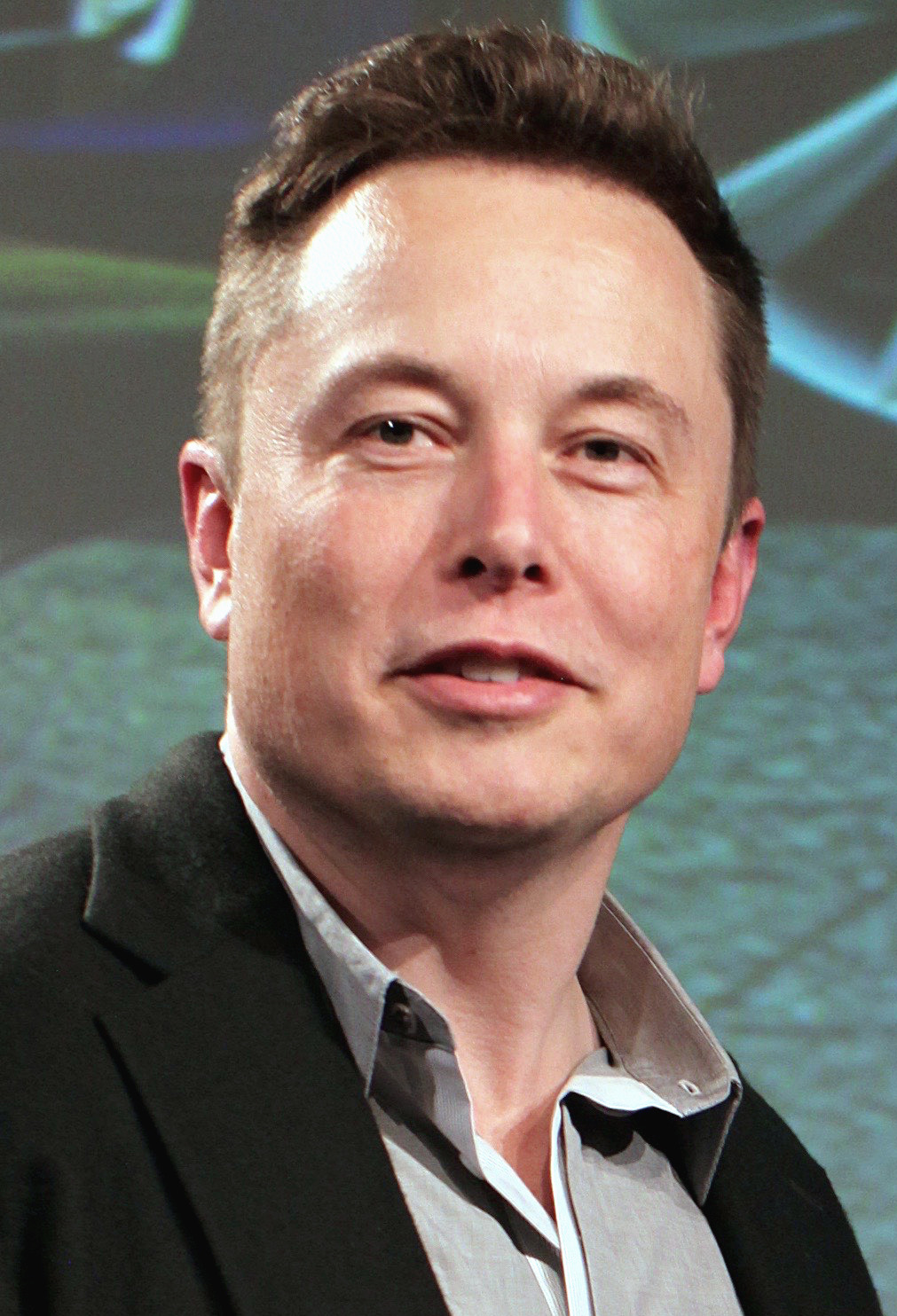
Tỷ phú Elon Musk đồng sáng lập PayPal,[36] và là người sáng lập kiêm CEO của Tesla Motors[37] và SpaceX.
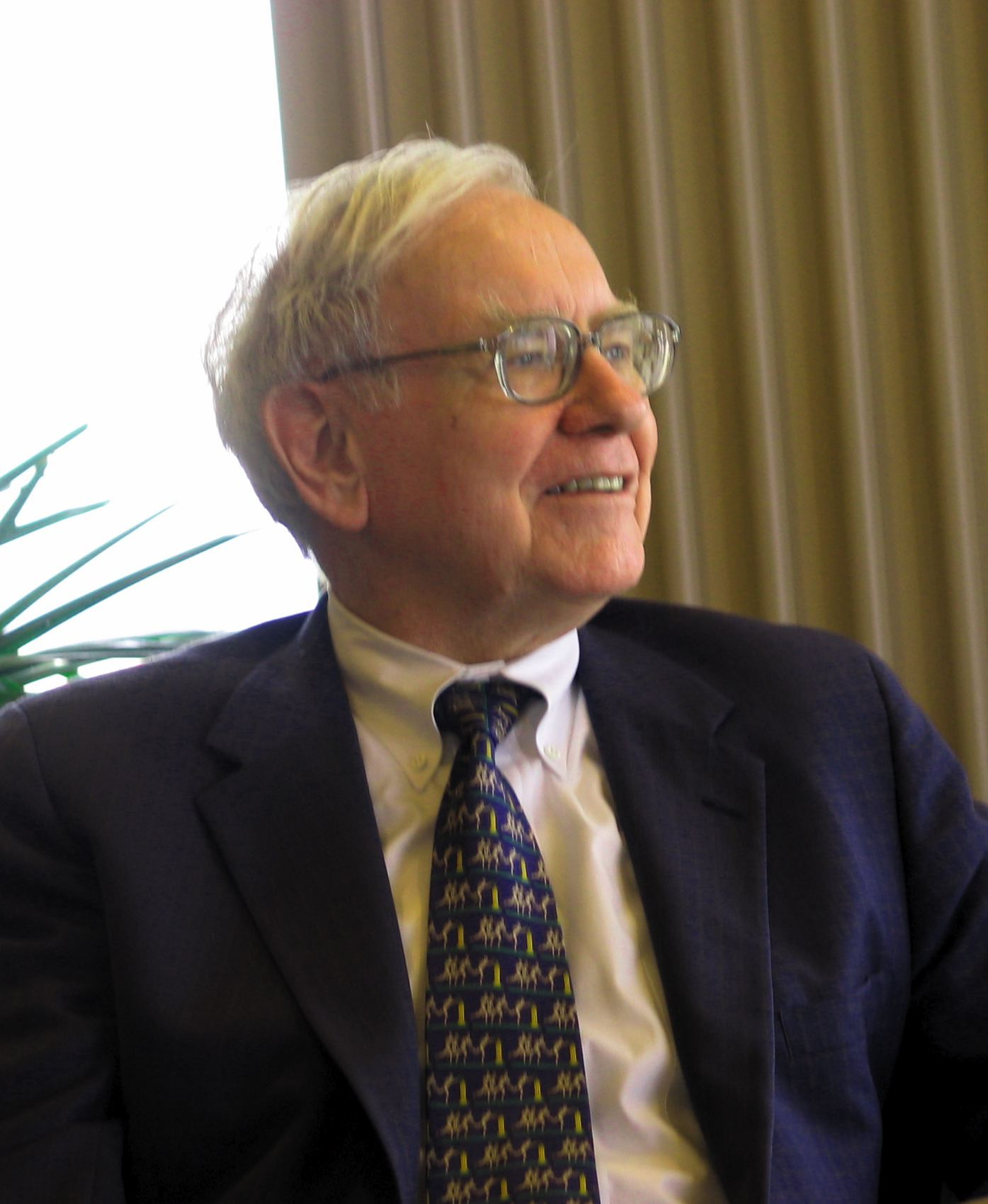
Tỷ phú Warren Buffett được coi là một trong những nhà đầu tư thành công nhất trên thế giới.
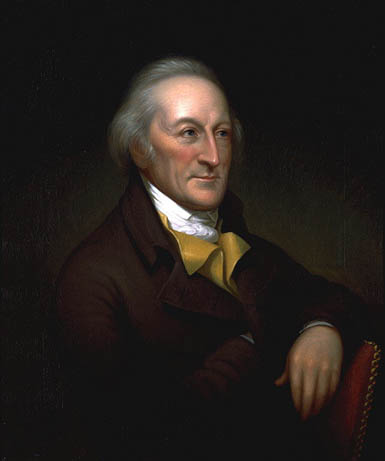
George Clymer là một trong những người cha lập quốc của Hoa Kỳ ủng hộ việc độc lập hoàn toàn khỏi Anh Quốc.
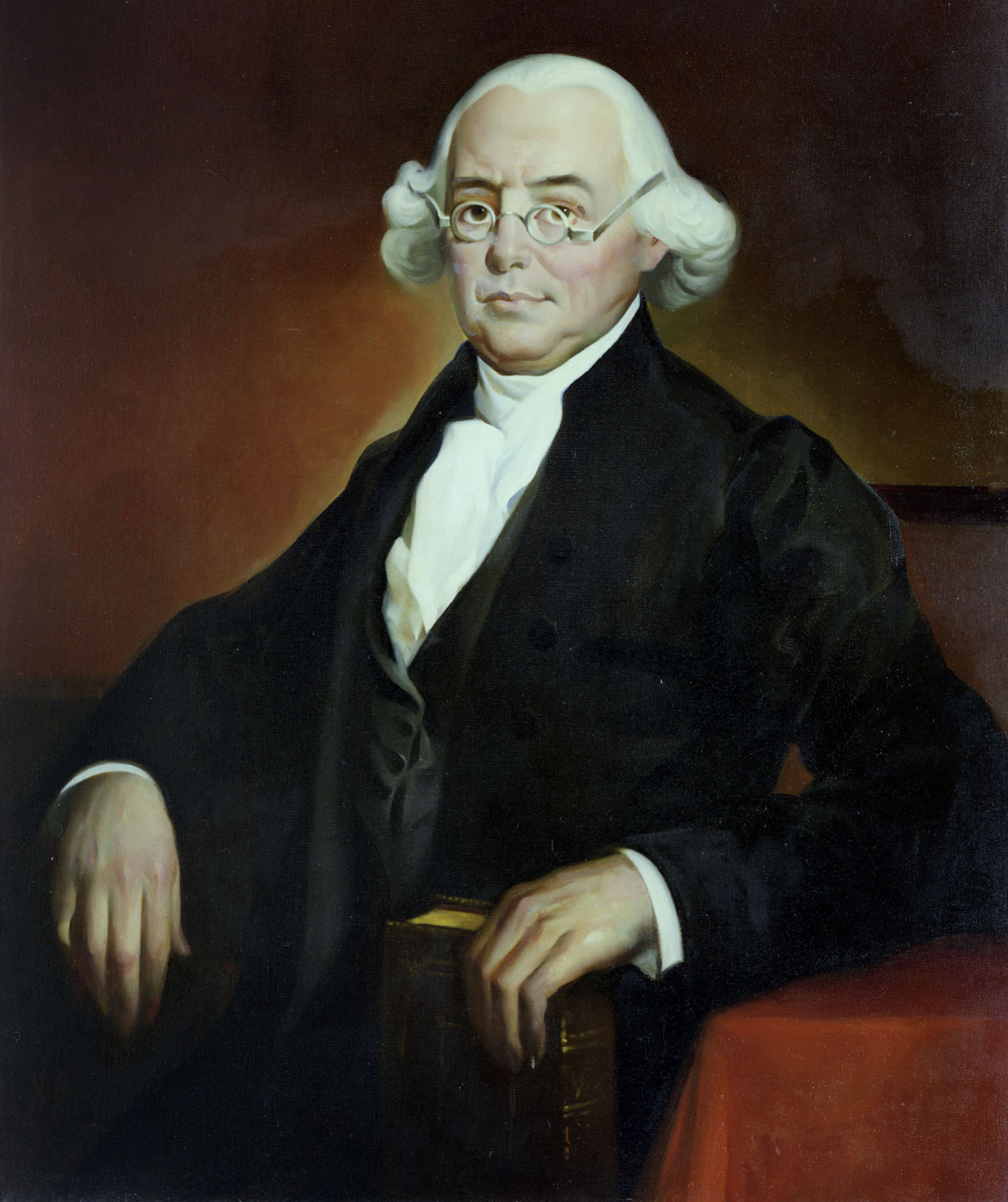
James Wilson là một trong những người cha lập quốc của Hoa Kỳ, một trong sáu thẩm phán đầu tiên được George Washington bổ nhiệm vào Tòa án Tối cao Hoa Kỳ.
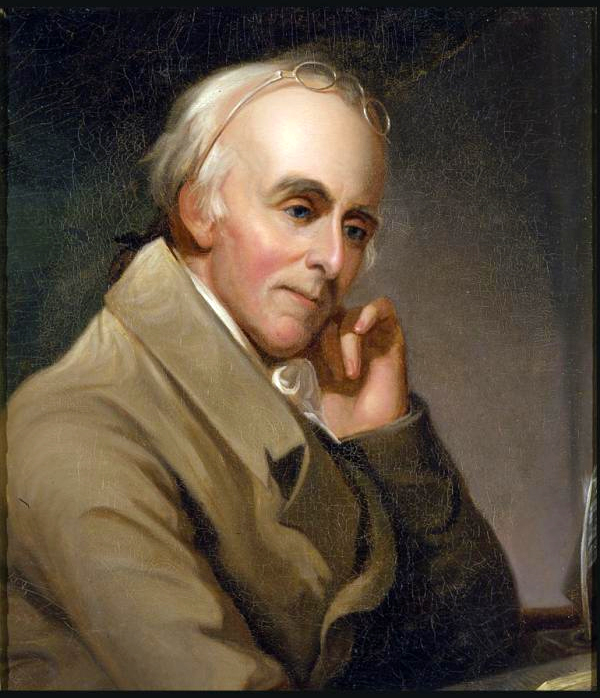
Benjamin Rush là là một trong những người cha lập quốc của Hoa Kỳ và là Bác sĩ phẫu thuật của Quân đội Lục địa Mỹ.
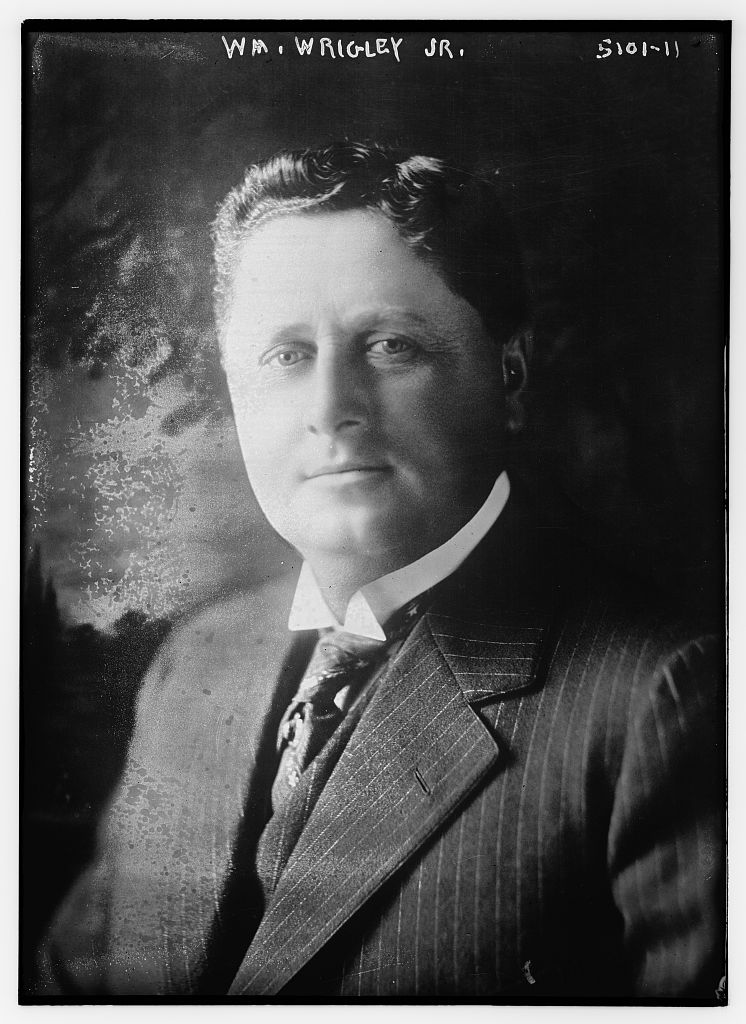
William Wrigley, Jr. là người sáng lập của Công ty Wrigley.
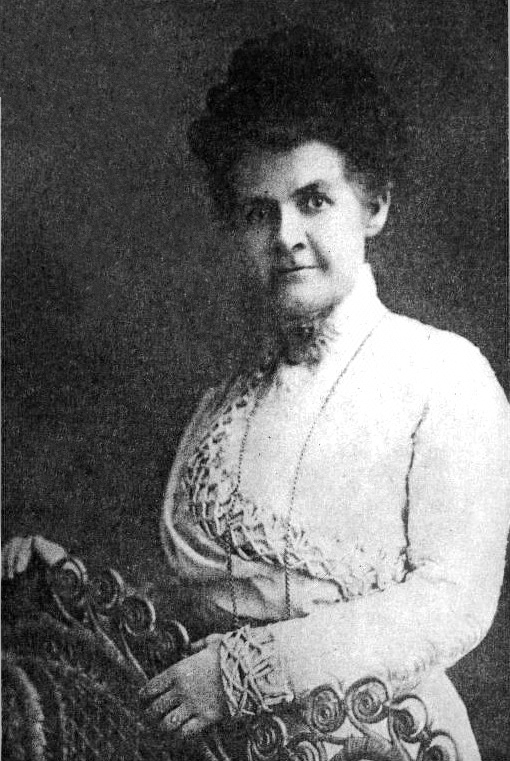
Martha Hughes Cannon là nữ thượng nghị sĩ bang đầu tiên được bầu tại Hoa Kỳ.
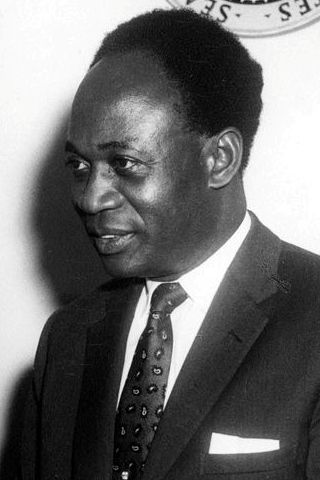
Kwame Nkrumah, Tổng thống đầu tiên của Ghana, và trước đây là Thủ tướng đầu tiên của Ghana.
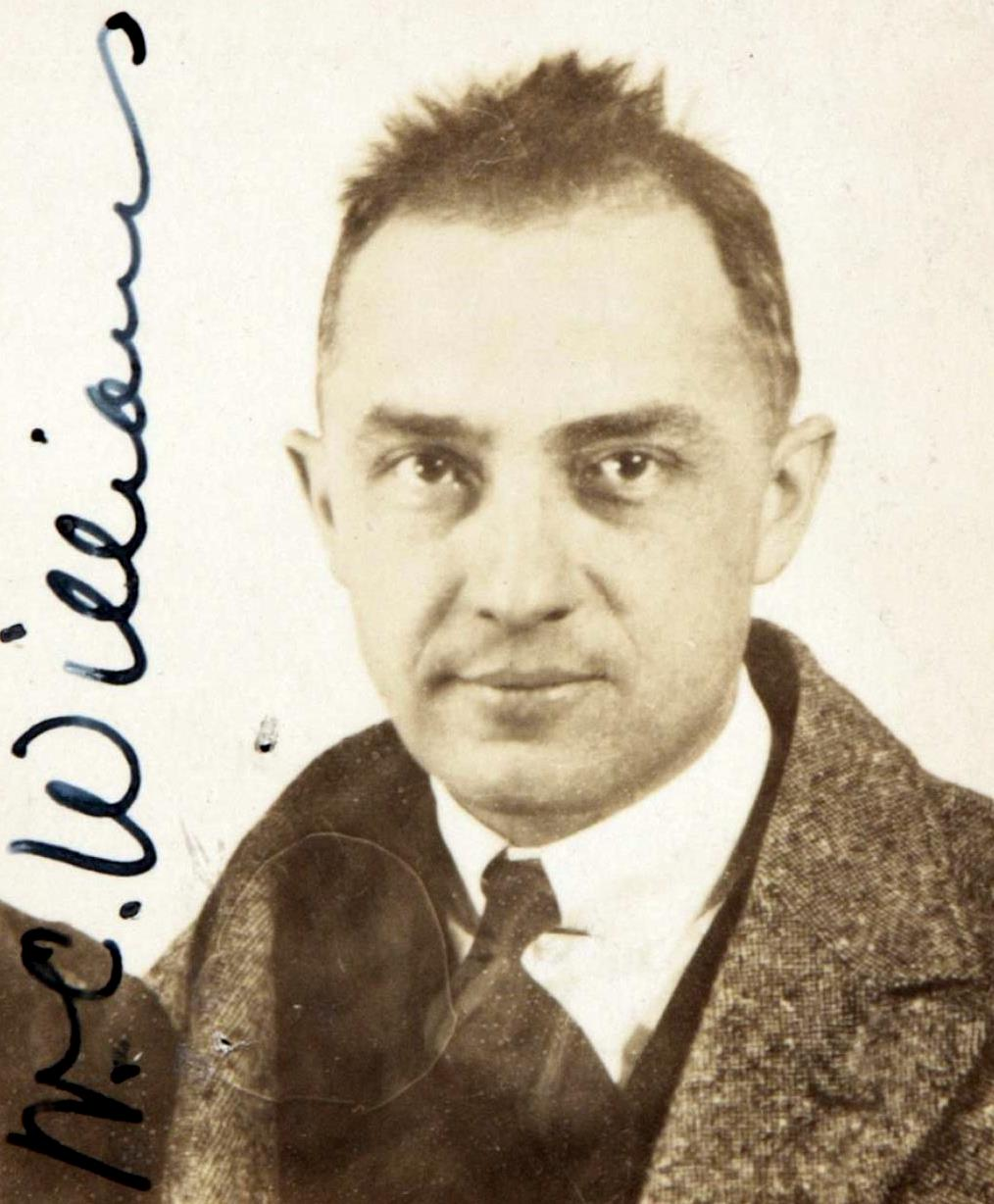
Bác sĩ và nhà thơ William Carlos Williams tốt nghiệp Trường Y khoa của Penn.
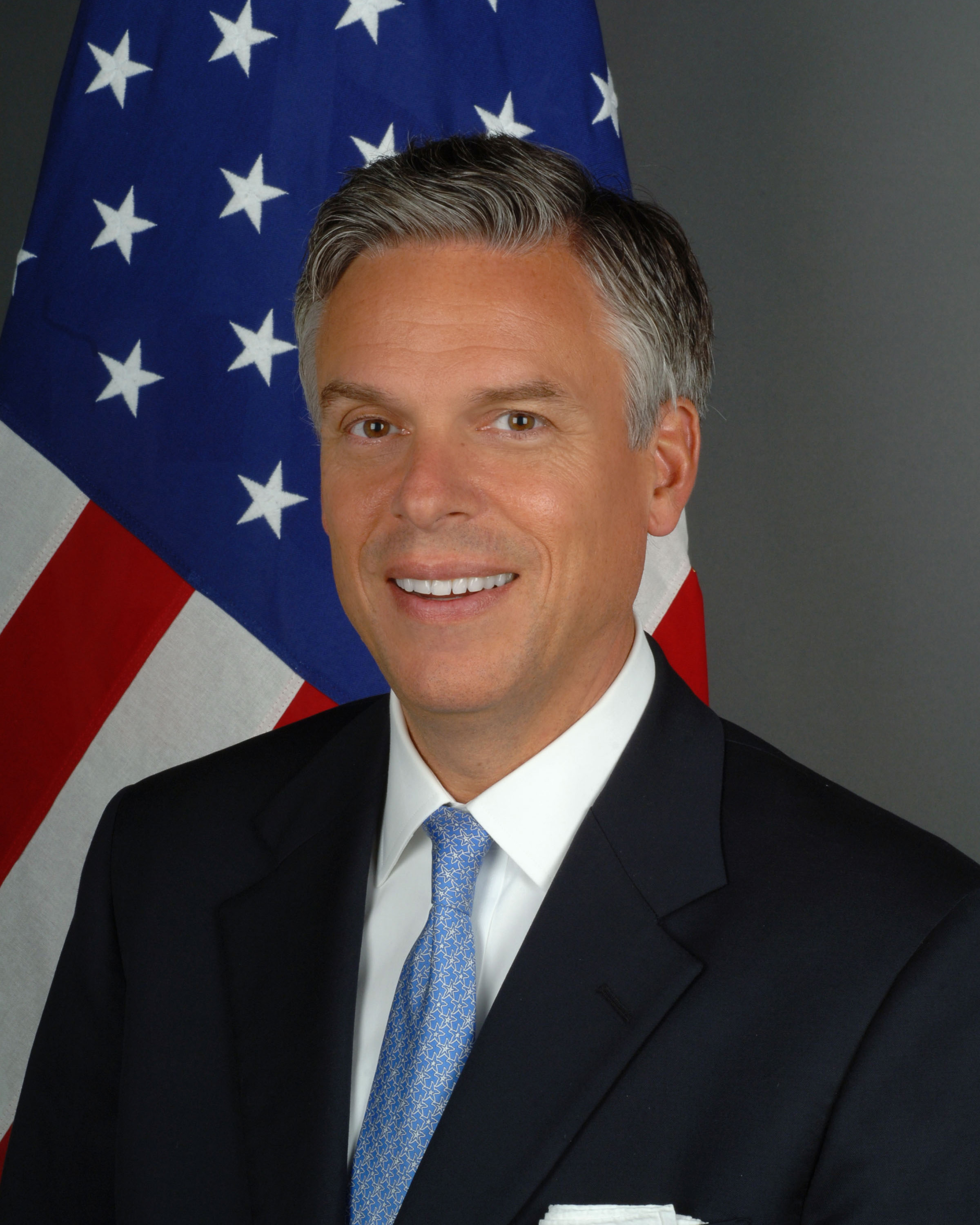
Jon Huntsman Jr. là chính trị gia, doanh nhân và nhà ngoại giao nổi tiếng.
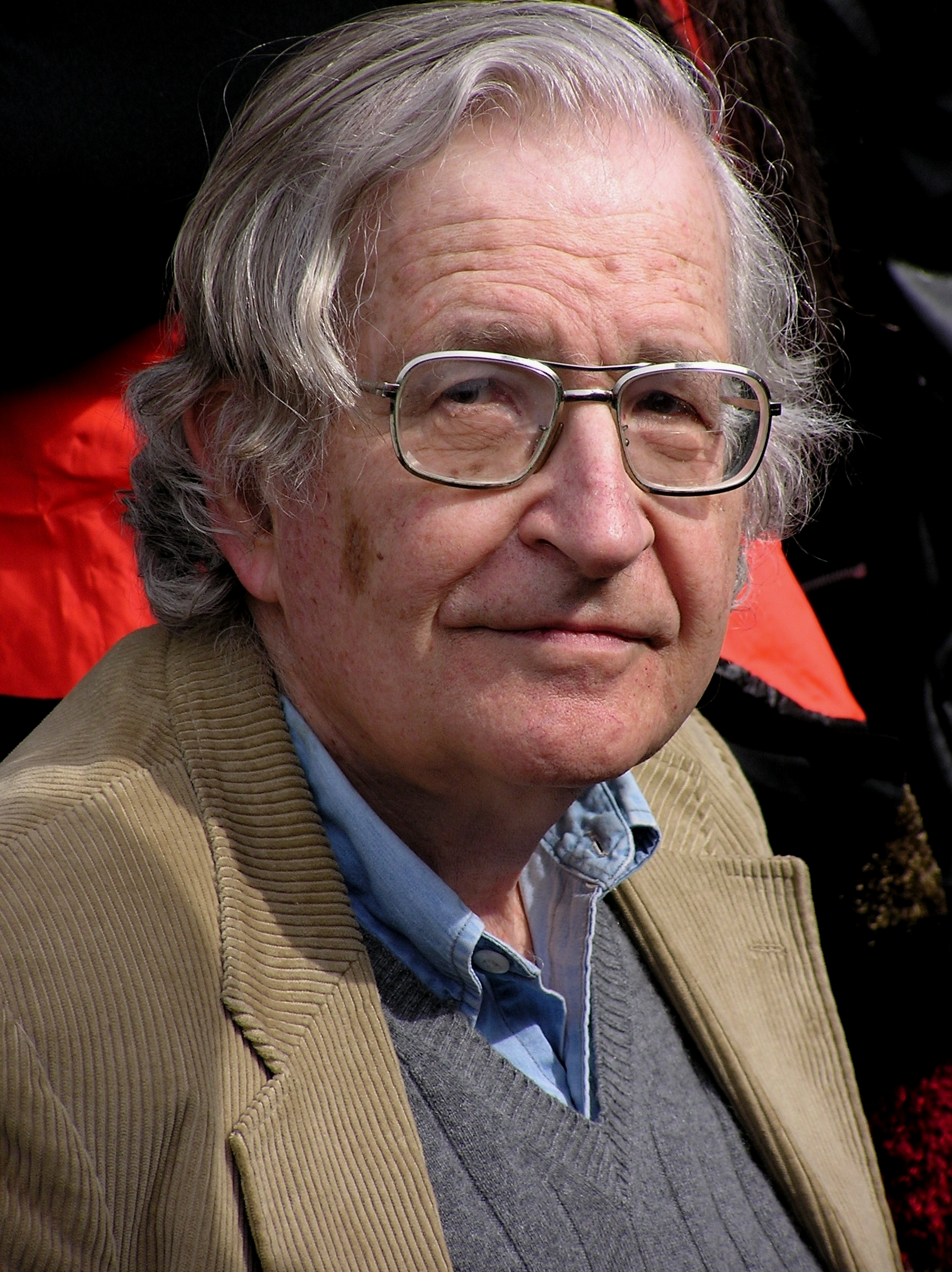
Noam Chomsky học triết học và ngôn ngữ học tại Penn, tốt nghiệp cử nhân năm 1949, lấy bằng thạc sĩ năm 1951 và bằng tiến sĩ vào năm 1955.
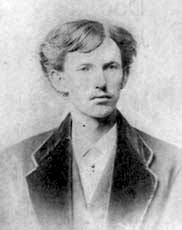
Doc Holliday là tay súng lừng danh, từng học tại Đại học Phẫu thuật Nha khoa Pennsylvania.
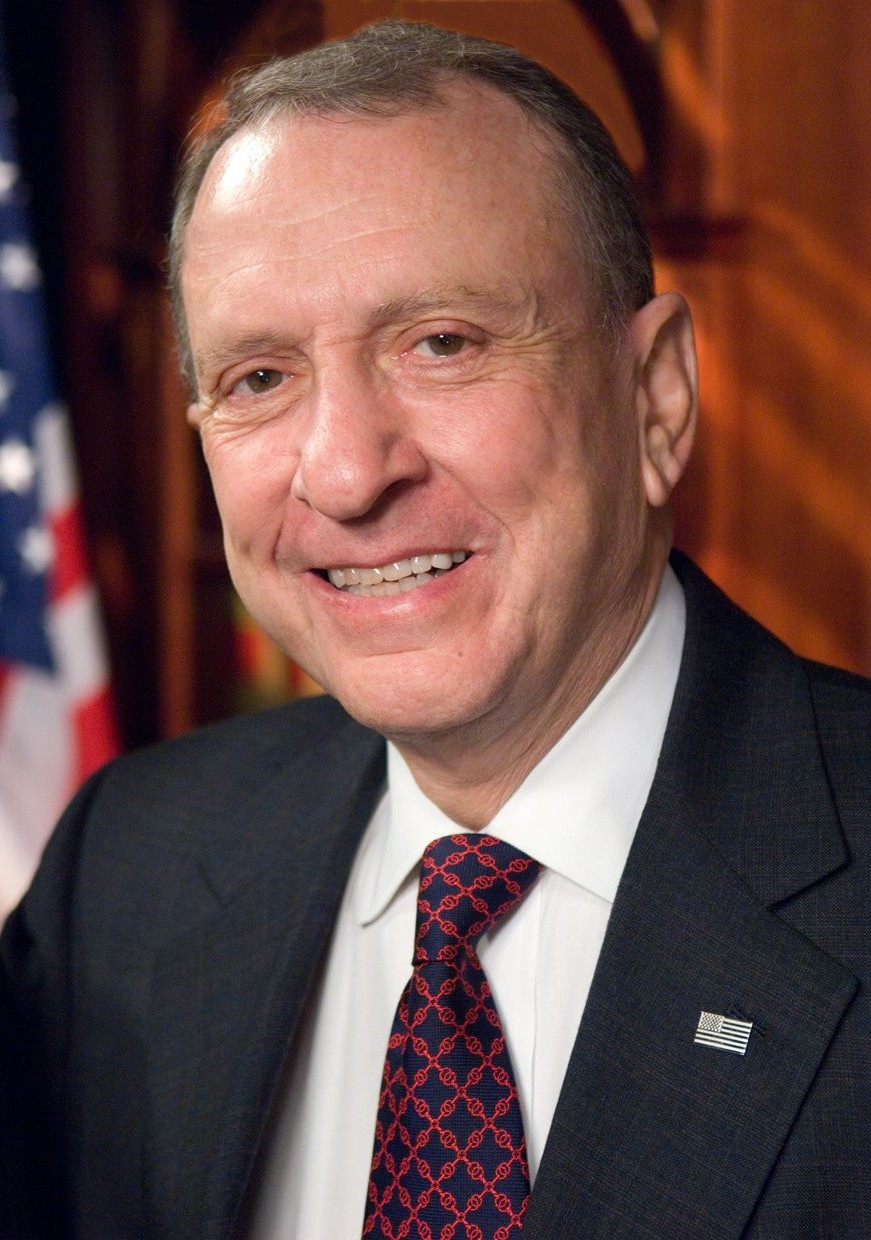
Arlen Specter, cựu thượng nghị sĩ Hoa Kỳ chuyên ngành quan hệ quốc tế và tốt nghiệp Phi Beta Kappa năm 1951.
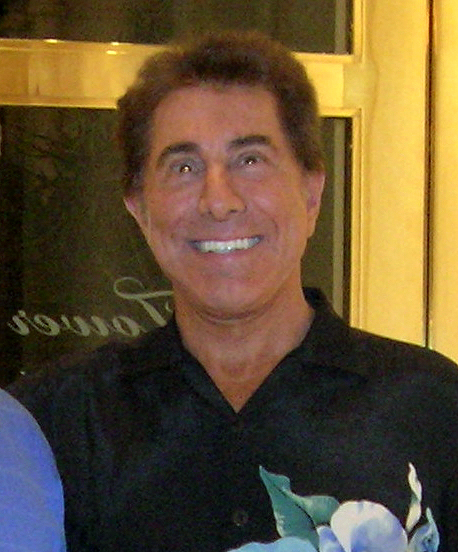
Steve Wynn, được biết đến với sự tham gia của ông vào ngành công nghiệp khách sạn và sòng bạc sang trọng của Mỹ.
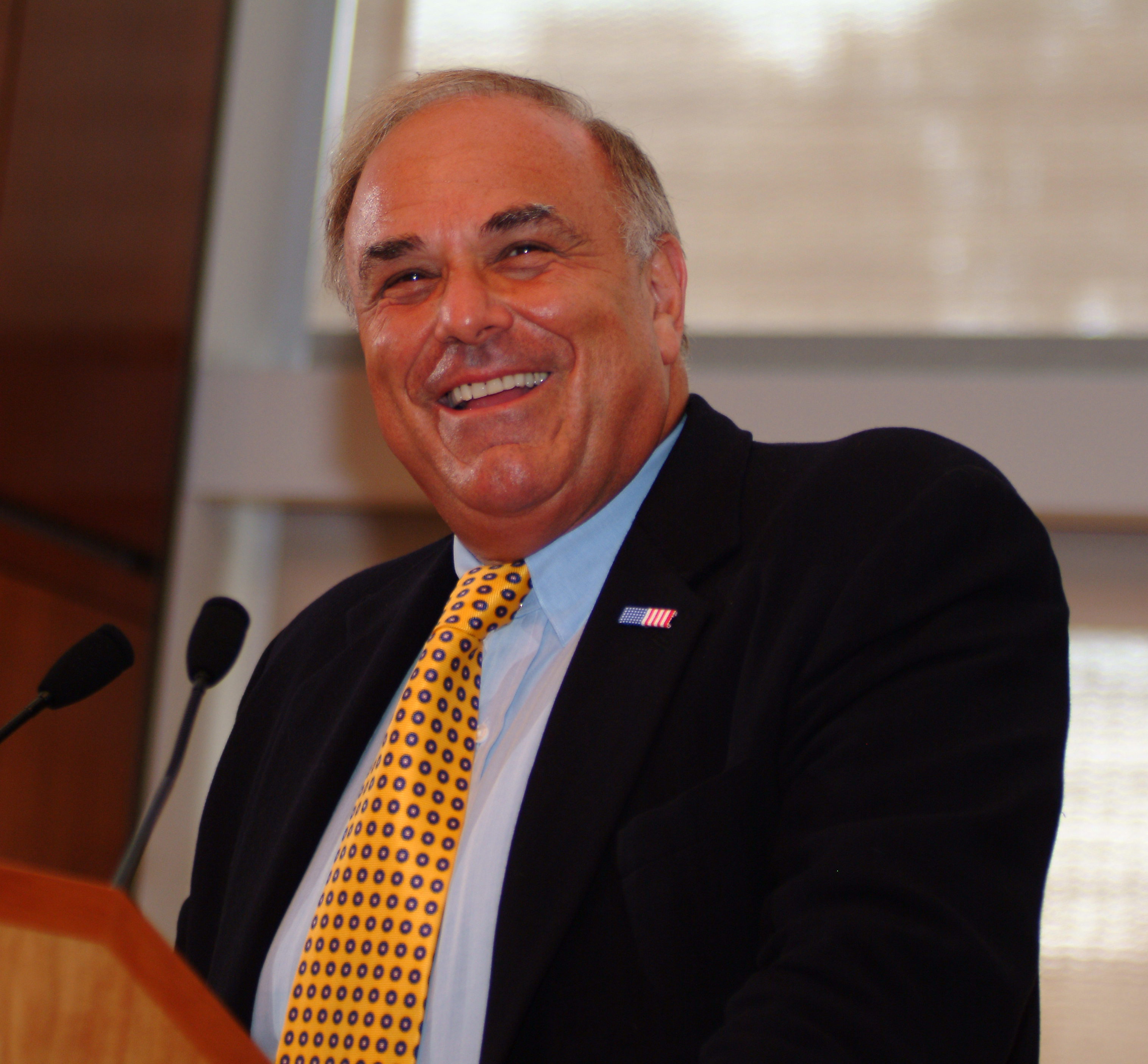
Ed Rendell, Thống đốc thứ 45 của Pennsylvania; Thị trưởng thứ 96 của Philadelphia.

 Penn đã sản sinh ra nhiều cựu sinh viên nổi bật trong nhiều lĩnh vực từ khoa học, học thuật, chính trị, quân sự đến nghệ thuật và truyền thông.
14 nguyên thủ quốc gia đã tham gia hoặc tốt nghiệp từ Penn, bao gồm cả Tổng thống Mỹ đương nhiệm Donald Trump, cựu tổng thống William Henry Harrison, cựu Thủ tướng Philippines Cesar Virata, Tổng thống đầu tiên của Nigeria Nnamdi Azikiwe, Tổng thống đầu tiên của Ghana Kwame Nkrumah, và Tổng thống đương nhiệm của Bờ Biển Ngà Alassane Ouattara. Các chính trị gia đáng chú ý khác có bằng cấp ở Penn bao gồm Bộ trưởng Bộ Tài chính Ấn Độ Jayant Sinha, Jon Huntsman, Jr. (từng giữ chức cựu Đại sứ Mỹ tại Nga, cựu Đại sứ Mỹ tại Trung Quốc, cựu Ứng cử viên tổng thống năm 2012, và Cựu thống đốc bang Utah), Bộ trưởng Tài chính đương nhiệm của Mexico Ernesto J. Cordero, cựu Thượng nghị sĩ Pennsylvania Arlen Specter, và cựu Thống đốc Pennsylvania kiêm Chủ tịch Ủy ban toàn quốc Đảng dân chủ Hoa Kỳ Ed Rendell.